# Diatom Ribbons Live at the Village Vanguard
Diatom Ribbons Live at the Village Vanguard ist ein Jazzalbum von Kris Davis. Die am 27. und 28. Mai 2022 im New Yorker Jazzclub Village Vanguard entstandenen Aufnahmen erschienen am 1. September 2023 auf Pyroclastic Records.

## Hintergrund
Die Band wurde während eines einwöchigen Aufenthalts im New Yorker Jazzclub Village Vanguard im Mai 2022 aufgenommen und besteht aus Kris Davis am Piano, Terri Lyne Carrington am Schlagzeug, Julian Lage an der Gitarre sowie Val Jeanty an den Plattenspielern/Elektronik und Trevor Dunn an den Bässen. Mit einer anders besetzten Band (ohne Lage, aber mit dem Saxophonisten Tony Malaby und anderen) nahm Davis das Album Diatom Ribbons auf, das von The New York Times zum Album des Jahres 2019 gekürt wurde. Zusammen mit Carrington, einem Mitglied der Diatom Ribbons, gewann Davis 2023 einen Grammy für das beste Jazz-Instrumental für „New Standards Vol. 2“ aus dem Jahr 2022.
„Nine Hats“ verweist auf „Hat and Beard“ von Eric Dolphy und „Study No.9 for Player Piano“ von Conlon Nancarrow. „VW“ bezieht sich auf ein Interview von Jay Green mit Sun Ra aus dem Jahr 1991 in KPFAs „Straight No Chaser“. „Bird Call Blues“ enthält die Stimmen von Olivier Messiaen und Paul Bley und ist von Messiaens „Petites Esquisses d’Oiseaux“ beeinflusst. „Bird Suite, Part 3: Parasitic Hunter“ enthält die Stimme von Karlheinz Stockhausen, die 1972 in einem Vortrag über „Intuitive Musik“ mitgeschnitten wurde.

## Titelliste
- Kris Davis: Diatom Ribbons Live at the Village Vanguard (Pyroclastic Records – PR 28)[3]

1. Alice in the Congo (Ronald Shannon Jackson) 12:16
2. Nine Hats 6:19
3. The Dancer (Geri Allen) 6:43
4. VW 6:38
5. Dolores, Take 1 (Wayne Shorter) 10:06
6. Bird Suite, Part 1: Kingfisher 11:36
7. Endless Columns 11:01
8. Bird Suite, Part 2: Bird Call Blues 10:54
9. Bird Suite, Part 3: Parasitic Hunter 11:00
10. Brainfeel 7:29
11. Dolores, Take 2 (Wayne Shorter) 10:43

Wenn nicht anders vermerkt, stammen die Kompositionen von Kris Davis.

## Rezeption
Nach Ansicht von John Ferguson (London Jazz News) passe der Wechsel in der Besetzung mit der Einbeziehung von Lage mit seiner E-Gitarre perfekt zum Feeling der Band, die sich gelegentlich fast im Blues- oder sogar Rockmusik-Territorium bewege, aber die eine nahtlose Mischung zwischen komponierter und improvisierter Musik beibehalte. Obwohl Davis in den elf Titeln des Albums eindeutig die Anführerin sei, dominiere sie nie, sondern lasse ihren Bandkollegen die Freiheit, sich im Rahmen der Stücke auszudrücken. Ein Highlight des Albums seien wohl die beiden sehr unterschiedlichen Versionen von Wayne Shorters „Dolores“. Carrington zeige hier und überall auf dem Album, warum sie nicht nur für ihre inspirierende Präsenz als Verfechterin der Gleichberechtigung gelobt werde, sondern auch, warum sie als eine der großartigsten Schlagzeugerinnen gilt. Die zweite Version swinge enorm, angetrieben von Carringtons und Dunns Kontrabass, während Lage Wes Montgomery, Charlie Christian und andere heraufbeschwöre, bevor ein ausgedehntes Solo von Davis zum Ende dessen führt, was das Publikum eindeutig (und hörbar) als eine Reihe großartiger Darbietungen betrachtete.
Unter den zeitgenössischen Erben des Klaviererbes des 2018 verstorbenen Cecil Taylor sei die mit einem Grammy ausgezeichnete kanadische Pianistin und Komponistin Kris Davis einer der geschicktesten Navigatoren zwischen Hooklines, eigenwilliger Improvisation und Ensemble-Betriebsamkeit, schrieb John Fordham (Jazzwise). Zwar würden Davis und Gitarrist Julian Lage das Solospiel dominieren, aber auch der Turntablespieler Val Jeanty habe eine entscheidende strukturelle Präsenz und die Bass- und Schlagzeugpartnerschaft von Trevor Dunn und Terri Lyne Carrington sei großartig.
Es sei nicht ungewöhnlich, dass die Musik von Kris Davis nicht ganz aus der Gegenwart klinge, als würde ein Zeitreisender einen kurzen Tourstopp einlegen, bevor er in die Zukunft zurückkehrt, schrieb Dave Sumner (Daily Bandcamp). Davis würdige gleichzeitig die Vordenker der Vergangenheit, die ihr am Veranstaltungsort vorausgingen, und präge gleichzeitig ihre eigene Vision in diese Zeitleiste ein.
Selbst in einem besonders starken Jahr für Alben, die im größten Club des Jazz entstanden sind – zu nennen sind die würdigen Beiträgen des Gitarristen Kurt Rosenwinkel{, der Saxophonisten Mark Turner und Chris Potter sowie des Pianisten Fred Hersch mit der Sängerin Esperanza Spalding – zeichne sich dieses Album als herausragend ab, schrieb Nate Chinen (National Public Radio). Nie habe Davis am Klavier energiegeladener oder extrovertierter geklungen, und Jeantys gesampelte Spoken-Word-Interpolationen würden  ihm eine Schicht stilvoller Mystik verleihen. Jedes Ensemblemitglied folge dem Versprechen eines Avantgardismus, der mehrere Einstiegspunkte biete, die zugleich flüchtig und einladend sind.